# Kalcijum hromat
Kalcijum hromat (CaCrO4) je svetlo žuta čvrsta materija. Normalno se javlja kao dihidrat.

## Osobine
Kalcijum hromat gubi vodu na 200 °. Kalcijum hromat reaguje sa organskim materijama ili redukujućim agensima da formira hrom(III). Kalcijum hromat eksplozivno reaguje sa hidrazinom. Ako se pomeša sa borom i zapali, dolazi do burnog formiranja hromata.

## Upotreba
On se koristi kao pigment i inhibitor korozije. On isto tako nalazi primenu u galvanizaciji, fotohemijskoj obradi i industrijskom tretmanu otpada.